# Бакинський зоопарк
Бакинський зоопарк (азерб. Bakı Zooloji Parkı) — державний зоологічний парк в Баку. Найстаріший в Азербайджані. Відкритий в 1928 році. Підпорядковується Міністерству культури і туризму Азербайджану та виконавчої влади міста Баку. Загальна площа зоопарку становить 4,25 гектара.

## Історія

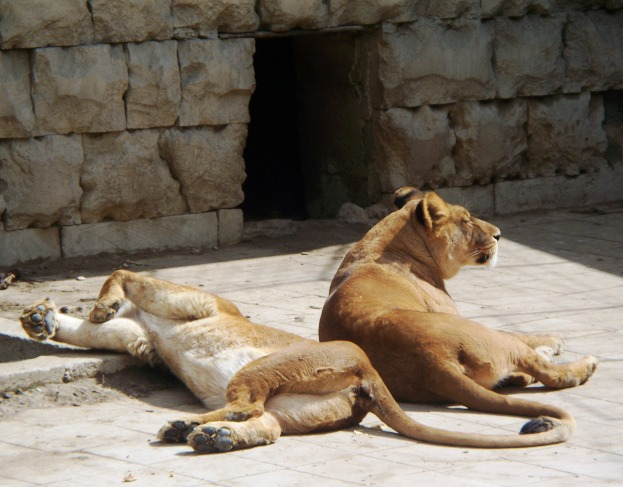
Африканські леви

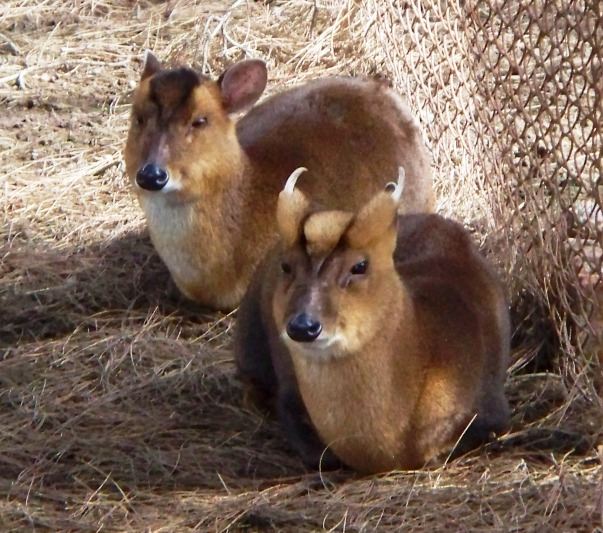
Мунтжак

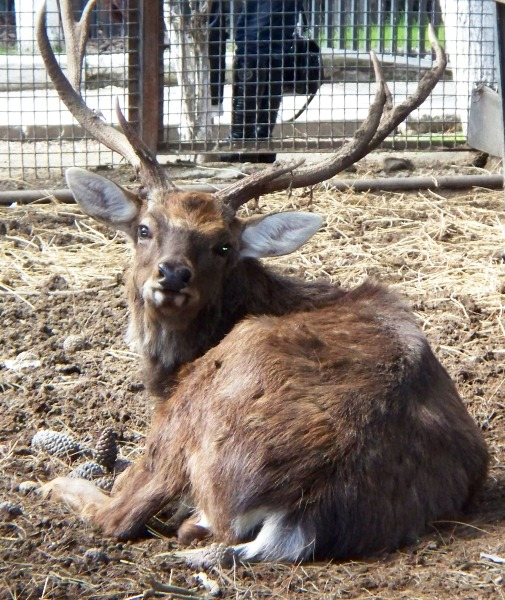
Олень благородний

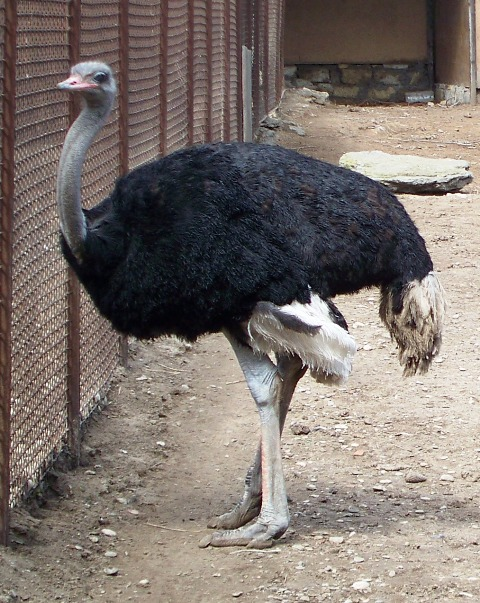
Страус

Бакинський зоопарк був відкритий в 1928 році на території парку імені Луначарського (нині парк Нізамі).
У 1942 році, на основі евакуйованого ростовського зоопарку був створений новий зоопарк, відкриття якого відбулося вже після закінчення ДСВ, в 1945 році. Аж до 1958 році зоологічний парк розташовувався в невеликому сквері, біля залізничного вокзалу, який надалі був названий садом Ілліча.
У 1958 році зоопарк був перенесений у селище Баілово, на околиці Баку, де розташовувався аж до середини 70-х років, коли відбувся знаменитий баіловський зсув, під час якого загинули втік лев, а також ведмідь роздавлений впала кліткою. Це трагічна подія змусила міська влада серйозно задуматися про новий, безпечному місці розташування зоопарку, але поки рішення не було прийнято, зоопарк тимчасово перенесли в селище Разіне (нині селище Бакіханова), де він перебував до 1985 року.
А в цей час експертна група, що складається з зоологів, біологів і інших фахівців, прийшла до висновку, що найвідповіднішим місцем для проживання звірів є парк на території Нарімановського району Баку. На території біля дитячої залізниці було розпочато будівництво нового зоопарку, якому за планом відводилося цілих 45 гектарів.
Щоб прискорити будівництво, було прийнято рішення тимчасово освоїти 2,25 га із всіх покладених, а надалі розширювати територію, побудувавши кільцеву дитячу залізницю навколо всього зоопарку.
У 1979 році виконком Бакинського ради виділив необхідну суму на будівництво нового зоопарку, яке тривало майже п'ять років через нестачу фінансування. І нарешті 1 вересня 1985 року Наримановському РСУ був зданий в експлуатацію новий бакинський зоопарк, який знову відкрився для відвідувачів, і де знаходиться до цього дня.
До 2010 року, на територіях прилеглих до зоопарку, почалися будівельні роботи, внаслідок яких кільцева дитяча залізниця була повністю демонтована. На порядок денний знову постало питання про перенесення місця розташування зоопарку.

## Проект нового зоопарку

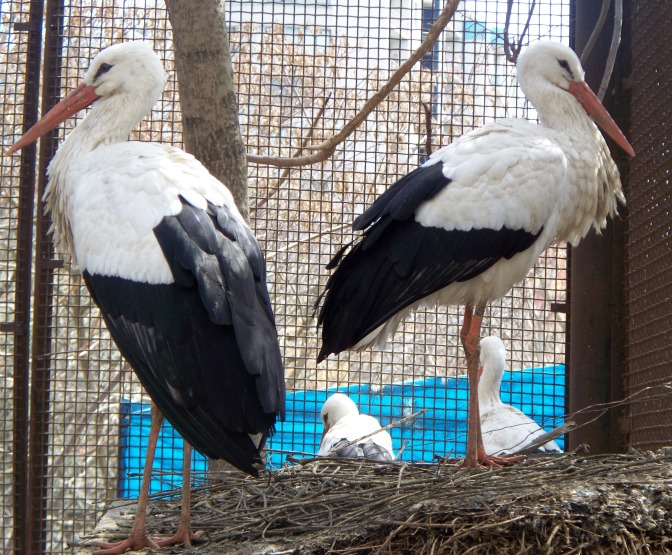
Лелека білий

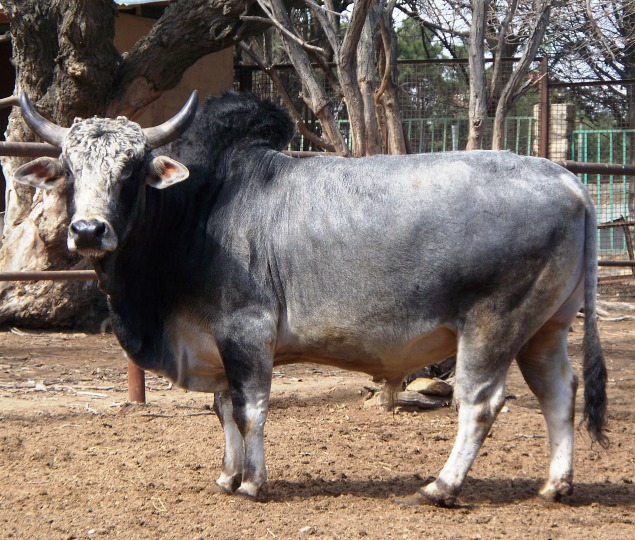
Зебу

Згідно з розпорядженням президента Азербайджану Ільхама Алієва, приблизно за десять кілометрів від Баку, в селищі Гобу, Абшеронського району, буде побудований новий зоопарк з унікальними і рідкісними видами флори і фауни. На ці цілі з резервного фонду президента виділяється 2.850.000 манатів. У новому зоологічному парку, який забере території в 230 гектарів, будуть розміщені рідкісні ссавці і птахи з інших континентів, зокрема, из Австралії. У Міністерстві екології та природних ресурсів Азербайджану і Національної Академії Наук створена робоча група, в яку, крім названих організацій, входять і фахівці різних НДІ і НУО.

## Символ бакинського зоопарку

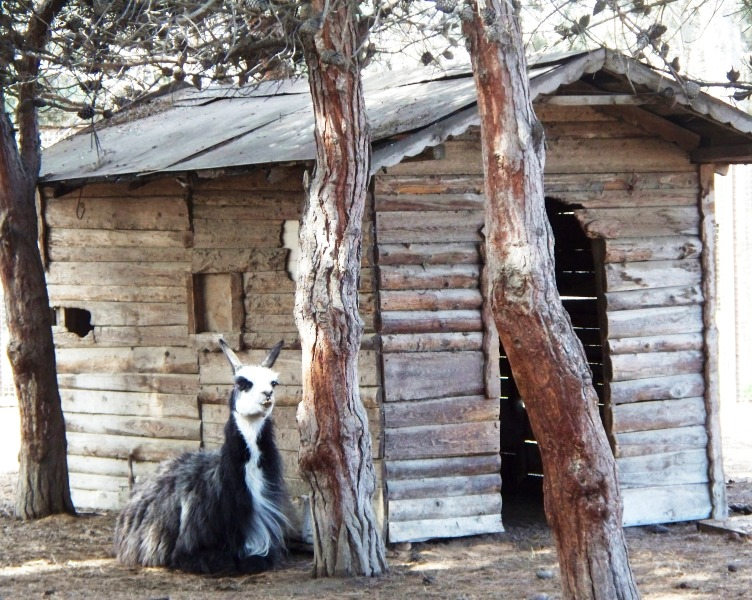
Лама у свого будиночка

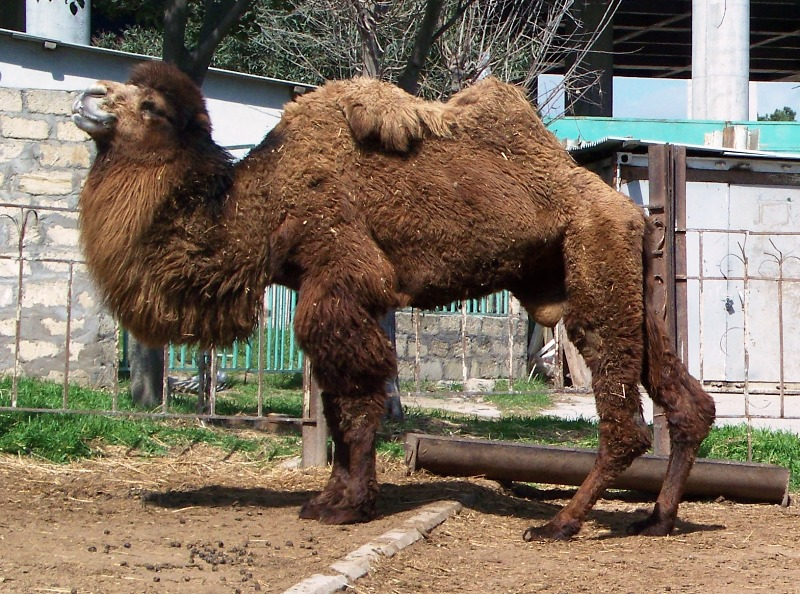
Бактріан

Символом бакинського зоопарку є фламінго, який вперше з'явився в Баку на початку 90-х років минулого сторіччя. Жителі міста приносили в зоопарк цих птахів, напівживих і поранених. Працівники зоопарку, на чолі з головним ветеринаром Чингізом Султановим, доглядали за ними, і, завдяки їх старанням, сьогодні тут близько 28 фламінго.

## Кількість тварин
В даний час в зоопарку мешкає 160 видів тварин, загальна чисельність яких сягає 1200 голів.
- 2010 рік: 1200 тварин 160 видів.

## Види тварин

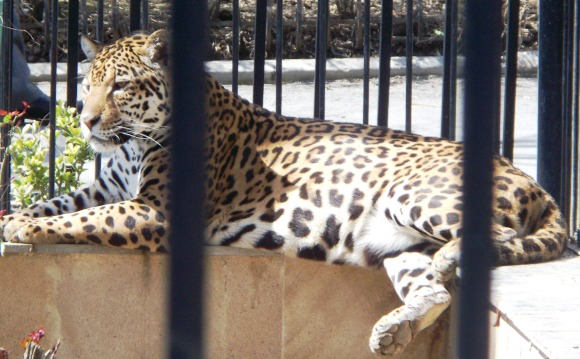
Ягуар

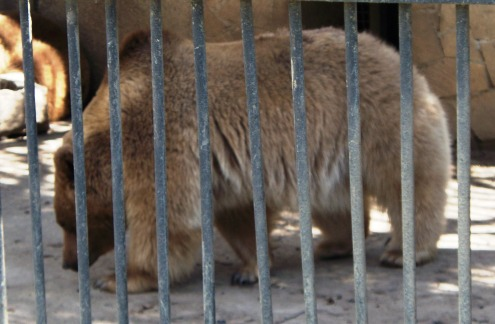
Ведмідь бурий

| - Нільський крокодил - Фламінго рожевий - Ведмідь бурий - Північний олень - Єгипетські собаки - Канюк звичайний - Сип білоголовий |  | - Рись євразійська - Сарна - Олень благородний - Лев - Тигр - Зебу |  | - Верблюд - Гриф чорний - Шакал звичайний - Лисиця - Бегемот - Поні - Ягнятник |  | - Лама - Пантера плямиста - Черепахи - Ягуар - Лань - Бикові |  | - Вовк - Мавпи - Шиншила - Страус - Папугоподібні - Риби |  | - Носуха - Буйволи - Лось - Ягуар - Лама - Стерв'ятник - Мунтжак |

## Плата за вхід в зоопарк
- 2011 — 1 манат (1,25 долара) дорослі, 60 гяпік (0,75 долара) — діти.

## Директора зоопарку

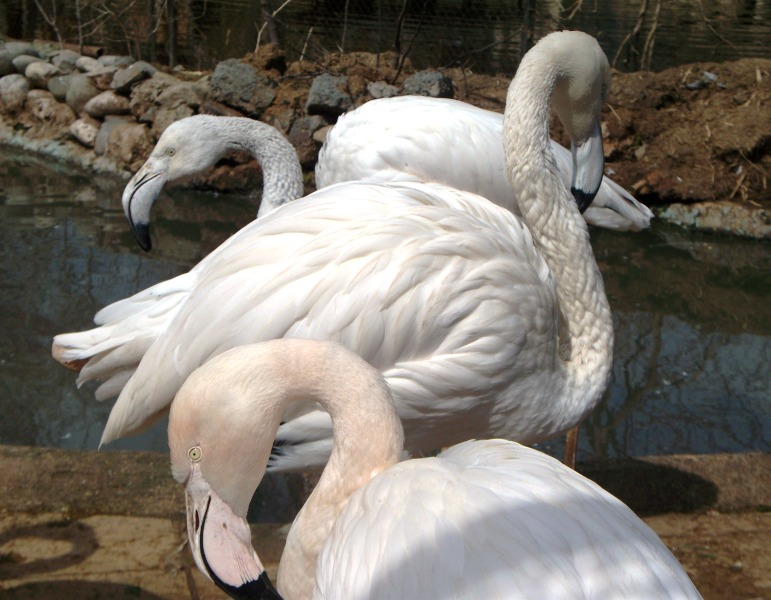
Рожевий фламінго — символ бакинського зоопарку

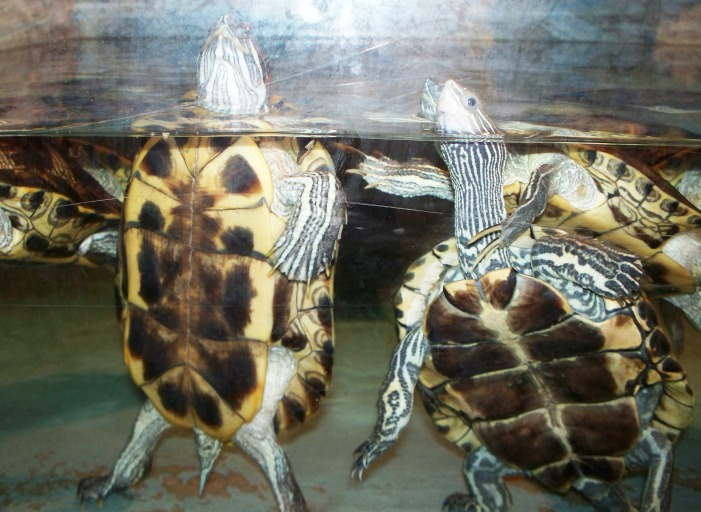
Черепахи в акваріумі

Ось вже довгі роки директором зоопарку є Азер Гусейнов.

## Деякі факти

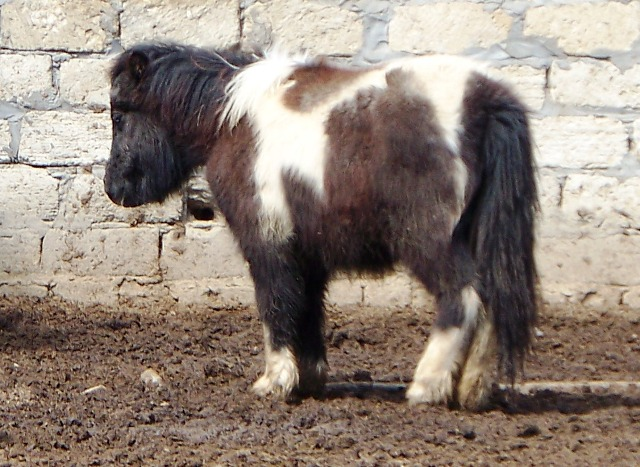
Шетлендський поні

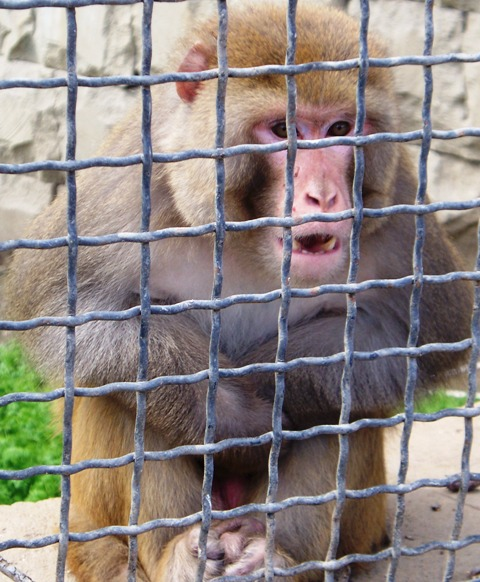
Макака-резус

У 2001 році за розпорядженням голови міської виконавчої влади Баку бакинському зоопарку була виділена додаткова площа в розмірі 2 гектарів. Таким чином, загальна площа зоопарку досягла 4,25 гектар.
- У 2008 році в бакинський зоопарк з Мінська були доставлені на літаку шість видів екзотичних тварин: по парі нільських крокодилів, носух, шиншил, сарн європейських, єгипетських псів та рисей. Це придбання було зроблено взамін одного молодого лева, якого відправили з Баку в столицю Білорусі наприкінці 2007 року.[6]
- Влітку 2009 року, в рамках підготовки до зимового сезону та сплячці деяких тварин, в зоопарку були проведені ремонтні роботи по утепленню вольєрів тварин, які не пристосовані до холоду. Вольєри цих тварин були оснащені опалювальною системою.[7]
- У 2010 році, який по східним календарем є роком тигра, символом бакинського зоопарку став тигр на ім'я Кінг.[8]

## Примітки

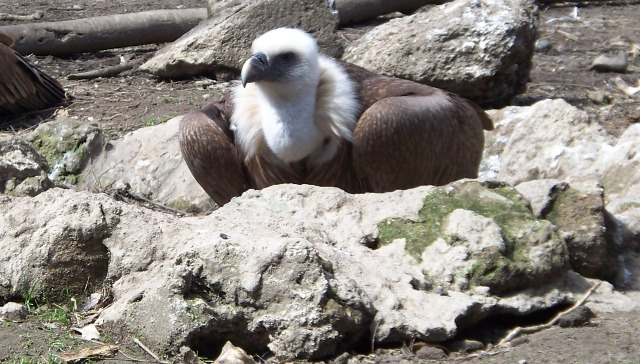
Сип білоголовий